# Hans Hartl (Journalist)
Hans Hartl (* 16. August 1913 in Brașov; † 21. Dezember 1990 in Starnberg) war ein siebenbürgischer Schriftsteller und Journalist.

## Leben
Er war Redakteur der Kulturpolitischen Korrespondenz des Ostdeutschen Kulturrates. Er wuchs in Hermestatt auf und war zunächst bei dem Siebenbürgischen Deutschen Tageblatt tätig, dessen stellvertretender Hauptschriftleiter er wurde. Nach dem Zusammenbruch Rumäniens im Jahr 1944 kam er nach Lagerhaft und Flucht nach München, wo er Mitarbeiter am Südostinstitut wurde und den Wissenschaftlichen Dienst Südosteuropa herausgab.

## Schriften (Auswahl)
- Nationalismus in Rot. Die patriotischen Wandlungen des Kommunismus in Südosteuropa. Stuttgart 1968, OCLC 3152686.
- Nationalitätenprobleme im heutigen Südosteuropa. München 1973, ISBN 3-486-47701-3.
- als Redakteur: Transportproblem Nahost. Güterströme suchen ihren Weg. Die Verkehrsschwierigkeiten des Handels mit Südosteuropa und dem Vorderen Orient. Schiff - Straße - Schiene. Ergebnisse eines internationalen Expertenseminars. Rudolf Vogel zum 70. Geburtstag. München 1976, OCLC 858877080.
- Der einige und unabhängige Balkan. Zur Geschichte einer politischen Vision. München 1977, ISBN 3-486-48341-2.